# Landsmeer
Landsmeer és un municipi de la província d'Holanda del Nord, al centre-oest dels Països Baixos. L'1 de gener de 2009 tenia 10.180 habitants repartits per una superfície de 26,49 km² (dels quals 3,92 km² corresponen a aigua). Limita al nord amb Wormerland, Zaanstad i Purmerend, a l'oest amb Oostzaan, a l'est amb Waterland i al sud amb Amsterdam.

## Centres de població
- Den Ilp
- Purmerland

## Ajuntament
El consistori està format per 15 regidors:
- Partit del Treball (Països Baixos) 5 regidors
- VVD 4 regidors
- GemeenteBelangen Arxivat 2008-12-08 a Wayback Machine. 2 regidors
- CDA 1 regidor
- D66 1 regidor
- PVL Arxivat 2009-12-21 a Wayback Machine. 1 regidor
- GroenLinks 1 regidor

## Agermanaments
- Bergneustadt
- Châtenay-Malabry